# サラウット・マスク
サラウット・マスク（英: Sarawut Masuk、タイ語: ศราวุฒิ มาสุข、1990年6月3日 - ）は、タイ・チエンラーイ県出身のサッカー選手。ポジションはミッドフィールダー、フォワード。タイ・リーグ・チエンマイ・ユナイテッドFC所属。元タイ代表。

## 来歴
2012年7月にチャムチュリ・ユナイテッドからムアントン・ユナイテッドFCに移籍。2013年6月15日の中国との親善試合で代表初得点を記録した。

## 代表歴
- 2007年 U-19タイ代表
- 2013年 U-23タイ代表
- 2011年 - 2016年 タイ代表

## タイトル

### クラブ
ムアントン・ユナイテッドFC
- タイ・プレミアリーグ 優勝 : 2012年